# Chacafuco
Chacafuco (auch: Chaca Phucu) ist eine Ortschaft im Departamento Potosí im Hochland des südamerikanischen Andenstaates Bolivien.

## Lage im Nahraum
Chacafuco liegt in der Provinz Chayanta und ist eine Ortschaft im Cantón Pocoata im Municipio Pocoata. Die Ortschaft liegt auf einer Höhe von 3814 m im Quellbereich des Río Colorado, der sich flussaufwärts mit dem Río Blanco zum Río Viriria vereinigt und weiter über den Río Tres Mojones, den Río Chayanta und den Río San Pedro zum bolivianischen Río Grande führt.

## Geographie
Chacafuco liegt am Übergang des Hochlandes von Oruro in das Gebirge von Potosí. Die Region ist im Norden und Westen von Hochgebirgszügen der Cordillera Central begrenzt. Die Vegetation ist die der Puna, das Klima ein typisches Tageszeitenklima, bei dem die täglichen Temperaturschwankungen größer sind als die monatlichen Schwankungen.
Die mittlere Jahresdurchschnittstemperatur liegt bei 9 °C, die Monatsdurchschnittswerte schwanken zwischen knapp 5 °C im Juni/Juli und 11 °C von November bis März (siehe Klimadiagramm Uncía). Der Jahresniederschlag beträgt 370 mm und fällt vor allem in den Sommermonaten, die aride Zeit mit Monatswerten von maximal 10 mm dauert von April bis Oktober.

## Verkehrsnetz
Chacafuco liegt in einer Entfernung von 175 Straßenkilometern nordwestlich von Potosí, der Hauptstadt des gleichnamigen Departamentos.
Von Potosí aus führt die Nationalstraße Ruta 1 in nördlicher Richtung über Tarapaya, Yocalla und Cruce Culta weiter nach Oruro und El Alto, der Nachbarstadt von La Paz, und nach Desaguadero am Titicacasee.
In Cruce Culta (früher: Ventilla) zweigt der „Camino Ventilla-Macha“ von der Hauptstraße in nördlicher Richtung ab und erreicht nach 38 Kilometern die Ruta 6 nahe der Ortschaft Macha. Vom Abzweig bei Macha sind es noch einmal 17 Kilometer in nordwestlicher Richtung bis Pocoata. Elf Kilometer westlich von Pocoata erreicht man die Ortschaft Chacafuco, und von dort aus zweigt von der Ruta 6 eine Nebenstraße nach Norden in das acht Kilometer entfernte San Miguel de Khari ab.

## Bevölkerung
Die Einwohnerzahl der Ortschaft ist in dem Jahrzehnt zwischen den beiden letzten Volkszählungen um ein Viertel zurückgegangen:
| Jahr | Einwohner         | Quelle       |
| ---- | ----------------- | ------------ |
| 1992 | keine Detaildaten | Volkszählung |
| 2001 | 109               | Volkszählung |
| 2012 | 76                | Volkszählung |
| 2024 |                   | Volkszählung |

Die Region weist einen deutlichen Anteil an Quechua-Bevölkerung auf, im Municipio Pocoata sprechen 81 Prozent der Bevölkerung Quechua.